# درب إمامزادة إبراهيم
درب إمامزادة إبراهيم (بالإنجليزية: Darb-e Emamzadeh Ebrahim)‏ هي قرية تقع في قسم كناررودخانه الريفي في إيران. يقدر عدد سكانها بـ 728 نسمة بحسب إحصاء 2016.